# Bataille de Winkowo
Sixième Coalition
Batailles
Campagne de Russie (1812)
- Liste des batailles
- Mir
- Moguilev
- Ostrovno
- Vitebsk
- Kliastitsy
- Smolensk
- 1re Polotsk
- Valoutina Gora
- Moskova
- Moscou
- Winkowo
- 2e Polotsk
- Maloïaroslavets
- Gorodnia
- Czaśniki
- Viazma
- Smoliani
- Krasnoï
- Bérézina

Campagne d'Allemagne (1813)
- Dantzig
- Lunebourg
- Möckern
- Lützen
- Bautzen
- Reichenbach
- Haynau
- Luckau
- Hoyerswerda
- Lauenbourg
- Goldberg
- Gross Beeren
- Katzbach
- Dresde
- Kulm
- Dennewitz
- Peterswalde
- Liebertwolkwitz
- Leipzig
- Hanau
- Sehested
- Torgau
- Hambourg

Campagne de France (1814)
- Sainte-Croix-en-Plaine
- Besançon
- Mayence
- Metz
- Saint-Avold
- 1re Saint-Dizier
- Brienne
- La Rothière
- Campagne des Six-Jours (Champaubert
- Montmirail
- Château-Thierry
- Vauchamps)
- Mormant
- Montereau
- Bar-sur-Aube
- Saint-Julien
- Laubressel
- Berry-au-Bac
- Craonne
- Coutures
- Laon
- Soissons
- Mâcon
- Reims
- Saint-Georges-de-Reneins
- Limonest
- Arcis-sur-Aube
- Fère-Champenoise
- 2e Saint-Dizier
- Meaux
- Claye
- Villeparisis
- Paris

- Feistritz
- Caldiero (en)
- Trieste
- Mincio

- Hoogstraten (de)
- Anvers
- Berg-op-Zoom
- Courtrai

La bataille de Winkowo ou bataille de Taroutino est une victoire remportée le 18 octobre 1812 par une armée russe commandée par Koutouzov sur un corps franco-polonais commandé par le roi de Naples Joachim Murat.

## Situation avant la bataille
Le roi de Naples avait sous ses ordres la division Claparède qui occupait Winkowo ; à droite et à gauche de ce village deux divisions de cavalerie ; le corps de Poniatowski campait à une demi-lieue de Winkowo, et le corps de cavalerie de Sebastiani, dont le général Dery faisait partie, occupait Teterinka. Le corps de cavalerie de Saint-Germain, la division Dufour et le corps de cavalerie du général Nansouty venaient ensuite ; celui de Latour-Maubourg était placé en observation.
Le 17 octobre, Koutouzov fit passer la totalité de son armée sur la rive gauche de la Nara. Platov, à la tête de ses nombreux régiments de Cosaques, manœuvra de façon à déborder entièrement la gauche de Murat. Le bois qui couvrait la position favorisait si bien ce mouvement que Murat n'en fut pas instruit.

## Déroulement de la bataille
Le 18, au point du jour, Platov lança ses Cosaques sur le corps de Sébastiani. Ainsi surpris, le général français perdit ses bagages, son artillerie et une partie de ses troupes. Le général Dery fut tué dans cette circonstance, en chargeant les Cosaques à la tête de sa brigade. En même temps, les Russes attaquaient sur le reste de la ligne. Platov cherchait à s'emparer du défilé de Sparkublia, seule retraite du roi de Naples ; Baggovut et Stroganov se dirigèrent sur la grand'route entre Winkowo et Sparkublia. Ostermann et les autres corps russes manœuvraient pour tourner la droite des Français. Murat voulant arrêter le mouvement de Baggovut et de Stroganov, se précipita avec les carabiniers sur la tête de la colonne de Baggovut et la culbuta. Surpris d'une attaque aussi vigoureuse, le général russe s'arrêta et engagea un feu d'artillerie.
Dès lors, maître de ses mouvements, le roi de Naples put régler sa retraite. Claparède et Latour-Maubourg chassèrent Platov du défilé, et rétablirent la communication. La retraite s'effectua avec des pertes, mais moins importantes que ce que Koutouzov aurait pu infliger à Murat, d'après les commencements du combat et le rapport de forces défavorables.
Napoléon avait ordonné tous les préparatifs de retraite sur Kalouga et Smolensk. Le 18 octobre, il reçut pendant une revue une dépêche de Murat, qui lui apprenait que Koutouzov venait de l'attaquer à l'improviste avec d'importantes forces. Napoléon acheva rapidement la revue et donna immédiatement l'ordre de départ. Le soir même, l'armée bivouaqua sur la vieille route de Kalouga ; mais l'attaque de Koutouzov contre Murat avait pleinement réussi.

## Personnalités
Les généraux Stanisław Fiszer et Karl Fiodorovitch Baggovout y trouvent la mort.

## Source
« Bataille de Winkowo », dans Charles Mullié, Biographie des célébrités militaires des armées de terre et de mer de 1789 à 1850, 1852 [détail de l’édition]